# ヒドロ虫目
ヒドロ虫目（ひどろちゅうもく）は、刺胞動物門ヒドロ虫綱の目の一つ。淡水産のヒドラや他の様々な固着性のヒドロポリプを含む。多くの種が大きく枝分かれした群体を形成する。この群体の個虫は無性生殖によって作り出される。
現在はここに所属させた亜目をそれぞれ独立目とする扱いが普通で、この目は使われない。
ヒドロ虫目に属する動物の例：
- マミズクラゲ
- ヒドラ
- ウミシバ
- オベリア
- オワンクラゲ